# Danh sách tập truyện Pokémon Black & White
Pokémon Black and White là loạt manga dựa trên Pokémon trò chơi điện tử cùng tên.Hai tập đầu truyện được phát hành ở Hoa kỳ vào ngày 5 tháng 7 năm 2011 
và 8 tập đã phát hành định kì hàng tháng cho đến ngày 3 tháng 7 năm 2012. manga này được viết bởi Hidenori Kusaka với phần họa của Satoshi Yamamoto và do Viz Media cùng với VizKids phát hành tại Mỹ. Đây là phiên bản đặc biệt của Pokémon Adventures. Năm 2013, hơn 5 tập được thêm vào truyện với tập 9 được phát hành vào ngày 2 tháng 4 năm 2013, tập 10 được phát hành vào ngày 4 tháng 6, tập 11 được phát hành vào ngày 6 tháng 8, tập 12 được phát hành vào ngày 1 tháng 10 và tập 13 được phát hành vào ngày 3 tháng 12. was released on ngày 2 tháng 10 năm 2012. Tập thứ 14 được thêm và phát hành vào ngày 4 tháng 2 năm 2014. Tập thứ 15 được thêm và phát hành vào ngày 1 tháng 4 năm 2014. A sixteenth was released on ngày 3 tháng 6 năm 2014 and seventeenth volume was released on ngày 5 tháng 8 năm 2014. Volume 18 is set to be released on ngày 7 tháng 10 năm 2014, with volume 19 to be released on ngày 2 tháng 12 năm 2014 and volume 20 on ngày 3 tháng 2 năm 2015.

## Danh sách tập
| - 001. Fussing and Fighting - 002. Choices - 003. A Nickname for Tepig - 004. Black's First Trainer Battle |

| - 005. Lights, Camera, Action - 006. An Odd Speech - 007. Letting Go |

| - 008. Listening to Pokémon - 009. Welcome to Striaton City - 010. Their First Gym Battle |

| - 011. Battle at the Dreamyard - 012. Wheeling and Dealing - 013. Battle at the Museum |

| Consists of pp. 18-36 of Pokémon Black and White Vol. 1 |

| - 014. Defeating Stoutland - 015. The Mystery of the Missing Fossil - 016. A Direct Attack and a Daunting Defense - 017. Lost in the Big City |

| - 018. Big City Battles - 019. The Case of the Missing Pokémon - 020. At Liberty on Liberty Garden |

| - 021. Sandstorm - 022. To Make a Musical - 023. Special Delivery - 024. Battle on a Roller Coaster |

| - 025. Gigi's Choice - 026. Unraveling Mysteries - 027. A New Perspective - 028. Growing Pains |

| - 029. Drawing Bridges - 030. A Stormy Time in the Battle Subway - 031. Fight in a Cold Climate |

| - 032. Mine Mayhem - 033. Underground Showdown - 034. Up in the Air |

| - 035. The Battle Within - 036. Museum Showdown - 037. Finding Truth |

| - 038. Decisions, Decisions - 039. School of Hard Knocks - 040. With a Little Help from My Friends |

| - 041. A Lost Melody - 042. The Beginning - 043. Tooth and Claw - 044. Welcome Home |

| - 045. The Cold Hard Truth - 046. A Cold Reception - 047. A Week To Go - 048. Old Wounds |

| - 049. A Misunderstanding - 050. The Lesson Ends Here - 051. Will the Truth Come Out? |

| - 052. A Wretched Reunion - 053. Dream a Little Dream - 054. Hallway Hijinks |

| - 055. Into the Quarterfinals! - 056. The Tournament Continues - 057. The Shadow Triad |

| - 058. One Way or Another - 059. Something Suspicious - 060. Cold Hard Truth |

| - 061. Triple Threat - 062. Homecoming - 063. The Power of Dreams |

| - 064. The Battle - 065. What Really Matters - 066. Truth Revealed |